# Хантова, Клавдия Степановна
Клавдия Степановна Хантова (12 декабря 1918, Царевщина, Саратовская губерния — 13 декабря 1999, Царевщина, Саратовская область) — советский сельскохозяйственный деятель, Герой Социалистического Труда, кавалер ордена Ленина.

## Биография
Окончив шесть классов, в 1937 году начала работать птичницей в совхозе села Царевщина. В 1938 году, как лучшая работница, была направлена на курсы бригадиров в Тамбовскую область. По окончании курсов вернулась в родной совхоз и стала работать бригадиром маточного цеха.
В годы Великой Отечественной войны путём работы в совхозе, её бригада обеспечивала фронт продуктами питания. В 1946 году Клавдия Степановна была награждена медалью «За доблестный труд в Великой Отечественной войне 1941—1945 гг.».
За время работы в совхозе «Царевщинский» она неоднократно премировалась деньгами, 25 раз ей объявлялась благодарность. В 1955 году Главвыставком ВДНХ СССР наградил её медалью. В её совхозе велась работа над выведением новой линии породы кур «русская белая». В 1957 году Указом Президиума Верховного Совета СССР Клавдия Хантова за высокие показатели в работе была награждена медалью «За трудовую доблесть».
26 марта 1966 года Указом Президиума Верховного Совета СССР за достигнутые успехи в развитии животноводства Клавдии Хантовой присвоено звание Героя Социалистического Труда с вручением медали «Серп и Молот» и ордена Ленина.
Воспитала четверых детей, один из которых, Петр Михайлович, продолжил её дело, работая управляющим ГППЗ «Царевщинский».
Умерла Клавдия Степановна 13 сентября 1999 года.